# Copa Libertadores 1968
Navigation
Édition précédente Édition suivante
La Copa Libertadores 1968 est la 9e édition de la Copa Libertadores. Le club vainqueur de la compétition est désigné champion d'Amérique du Sud 1968 et se qualifie pour la Coupe intercontinentale 1968 ainsi que pour la toute nouvelle compétition organisée conjointement par la CONMEBOL et la CONCACAF, la Copa Interamericana 1968.
Le trophée reste en Argentine puisque c'est le club d'Estudiantes de La Plata qui est sacré cette saison, après avoir battu la formation brésilienne de Palmeiras en finale. Il s'agit du premier des trois titres consécutifs du club et du quatrième trophée pour le football argentin. C'est la première fois depuis cinq ans qu'un club brésilien parvient en finale. Palmeiras connaît son deuxième revers en finale après son échec de 1961. Son attaquant Tupãzinho reçoit le titre de meilleur buteur avec onze réalisations.
Une fois encore, la compétition est modifiée. Les poules du premier tour comptent toutes quatre équipes, dans un souci d'équité. Le deuxième tour regroupe les dix qualifiés, répartis en trois poules et dont seul le premier accède aux demi-finales. Les demi-finales voient l'entrée en lice du tenant du titre et sont jouées en match aller-retour avec une rencontre d'appui éventuelle.

## Clubs participants
- Racing Club de Avellaneda - Tenant du titre
- CA Independiente - Champion d'Argentine 1967
- Estudiantes de La Plata - Vice-champion d'Argentine 1967
- Club Deportivo Jorge Wilstermann - Vainqueur de la Copa Simón Bolivar 1967
- Club Always Ready - Finaliste de la Copa Simón Bolivar 1967
- Sociedade Esportiva Palmeiras - Vainqueur de la Taça Brasil 1967
- Clube Náutico Capibaribe - Finaliste de la Taça Brasil 1967
- CF Universidad de Chile - Champion du Chili 1967
- CD Universidad Católica - Vice-champion du Chili 1967
- Asociación Deportivo Cali - Champion de Colombie 1967
- Millonarios Fútbol Club - Vice-champion de Colombie 1967
- Club Deportivo El Nacional - Champion d'Équateur 1967
- Club Sport Emelec - Vice-champion d'Équateur 1967
- Club Guaraní - Champion du Paraguay 1967
- Club Libertad - Vice-champion du Paraguay 1967
- Club Universitario de Deportes - Champion du Pérou 1967
- Club Sporting Cristal - Vice-champion du Pérou 1967
- Club Atlético Peñarol - Champion d'Uruguay 1967
- Club Nacional de Football - Vice-champion d'Uruguay 1967
- Club Deportivo Portugués - Champion du Venezuela 1967
- Deportivo Galicia - Vice-champion du Venezuela 1967

## Compétition

### Premier tour
| Rang | Équipe                    | Pts | J | G | N | P | Bp | Bc | Diff |  | Résultats (▼ dom., ► ext.) | Est | Ind | DCa | LMi |
| ---- | ------------------------- | --- | - | - | - | - | -- | -- | ---- |  | -------------------------- | --- | --- | --- | --- |
| 1    | Estudiantes de La Plata   | 11  | 6 | 5 | 1 | 0 | 12 | 3  | +9   |  | Estudiantes de La Plata    |     | 2-0 | 3-0 | 0-0 |
| 2    | CA Independiente          | 5   | 6 | 2 | 1 | 3 | 8  | 10 | -2   |  | CA Independiente           | 2-4 |     | 1-1 | 3-1 |
| 3    | Asociación Deportivo Cali | 5   | 6 | 2 | 1 | 3 | 6  | 10 | -4   |  | Asociación Deportivo Cali  | 1-2 | 1-0 |     | 1-0 |
| 4    | Millonarios Fútbol Club   | 3   | 6 | 1 | 1 | 4 | 6  | 9  | -3   |  | Millonarios Fútbol Club    | 0-1 | 1-2 | 4-2 |     |

| Rang | Équipe                         | Pts | J | G | N | P | Bp | Bc | Diff |  | Résultats (▼ dom., ► ext.)     | UDe | Spo | JWi | ARe |
| ---- | ------------------------------ | --- | - | - | - | - | -- | -- | ---- |  | ------------------------------ | --- | --- | --- | --- |
| 1    | Club Universitario de Deportes | 9   | 6 | 3 | 3 | 0 | 17 | 4  | +13  |  | Club Universitario de Deportes |     | 1-1 | 5-1 | 6-0 |
| 2    | Club Sporting Cristal          | 9   | 6 | 3 | 3 | 0 | 11 | 5  | +6   |  | Club Sporting Cristal          | 2-2 |     | 2-0 | 1-1 |
| 3    | CD Jorge Wilstermann           | 5   | 6 | 2 | 1 | 3 | 5  | 8  | -3   |  | CD Jorge Wilstermann           | 0-0 | 0-1 |     | 3-0 |
| 4    | Club Always Ready              | 1   | 6 | 0 | 1 | 5 | 2  | 18 | -16  |  | Club Always Ready              | 0-3 | 1-4 | 1-1 |     |

| Rang | Équipe                     | Pts | J | G | N | P | Bp | Bc | Diff |  | Résultats (▼ dom., ► ext.) | UCa | Eme | ElN | UCh |
| ---- | -------------------------- | --- | - | - | - | - | -- | -- | ---- |  | -------------------------- | --- | --- | --- | --- |
| 1    | Universidad Católica       | 9   | 6 | 4 | 1 | 1 | 11 | 7  | +4   |  | Universidad Católica       |     | 1-1 | 2-0 | 3-2 |
| 2    | Club Sport Emelec          | 7   | 6 | 2 | 3 | 1 | 5  | 4  | +1   |  | Club Sport Emelec          | 1-2 |     | 0-0 | 2-1 |
| 3    | Club Deportivo El Nacional | 5   | 6 | 2 | 1 | 3 | 5  | 6  | -1   |  | Club Deportivo El Nacional | 2-1 | 0-1 |     | 3-1 |
| 4    | CF Universidad de Chile    | 3   | 6 | 1 | 1 | 4 | 6  | 10 | -4   |  | CF Universidad de Chile    | 1-2 | 0-0 | 1-0 |     |

| Rang | Équipe                    | Pts | J | G | N | P | Bp | Bc | Diff |  | Résultats (▼ dom., ► ext.) | Peñ | Gua | Nac | Lib |
| ---- | ------------------------- | --- | - | - | - | - | -- | -- | ---- |  | -------------------------- | --- | --- | --- | --- |
| 1    | Club Atlético Peñarol     | 8   | 6 | 3 | 2 | 1 | 8  | 2  | +6   |  | Club Atlético Peñarol      |     | 2-0 | 1-0 | 4-0 |
| 2    | Club Guaraní              | 7   | 6 | 2 | 3 | 1 | 8  | 7  | +1   |  | Club Guaraní               | 1-1 |     | 2-1 | 2-0 |
| 3    | Club Nacional de Football | 6   | 6 | 2 | 2 | 2 | 9  | 5  | +4   |  | Club Nacional de Football  | 0-0 | 2-2 |     | 4-0 |
| 4    | Club Libertad             | 3   | 6 | 1 | 1 | 4 | 2  | 13 | -11  |  | Club Libertad              | 1-0 | 1-1 | 0-2 |     |

| Rang | Équipe                   | Pts | J | G | N | P | Bp | Bc | Diff |  | Résultats (▼ dom., ► ext.) | Pal | Por | Nau | Gal |
| ---- | ------------------------ | --- | - | - | - | - | -- | -- | ---- |  | -------------------------- | --- | --- | --- | --- |
| 1    | SE Palmeiras             | 11  | 6 | 5 | 1 | 0 | 12 | 3  | +9   |  | SE Palmeiras               |     | 3-0 | 0-0 | 2-0 |
| 2    | Club Deportivo Portugués | 5   | 6 | 2 | 1 | 3 | 5  | 11 | -6   |  | Club Deportivo Portugués   | 1-2 |     | 1-1 | 1-0 |
| 3    | Clube Náutico Capibaribe | 4   | 6 | 1 | 2 | 3 | 7  | 8  | -1   |  | Clube Náutico Capibaribe   | 1-3 | 3-2 |     | 1-0 |
| 4    | Deportivo Galicia        | 4   | 6 | 2 | 0 | 4 | 5  | 7  | -2   |  | Deportivo Galicia          | 1-2 | 2-0 | 2-1 |     |

### Deuxième tour
| Rang | Équipe                         | Pts | J | G | N | P | Bp | Bc | Diff |  | Résultats (▼ dom., ► ext.)     | Est | Ind | UDe |
| ---- | ------------------------------ | --- | - | - | - | - | -- | -- | ---- |  | ------------------------------ | --- | --- | --- |
| 1    | Estudiantes de La Plata        | 6   | 4 | 3 | 0 | 1 | 4  | 2  | +2   |  | Estudiantes de La Plata        |     | 1-0 | 1-0 |
| 2    | CA Independiente               | 4   | 4 | 2 | 0 | 2 | 7  | 3  | +4   |  | CA Independiente               | 1-2 |     | 3-0 |
| 3    | Club Universitario de Deportes | 2   | 4 | 1 | 0 | 3 | 1  | 7  | -6   |  | Club Universitario de Deportes | 1-0 | 0-3 |     |

| Rang | Équipe                   | Pts | J | G | N | P | Bp | Bc | Diff |  | Résultats (▼ dom., ► ext.) | Peñ | Cri | Eme | Por |
| ---- | ------------------------ | --- | - | - | - | - | -- | -- | ---- |  | -------------------------- | --- | --- | --- | --- |
| 1    | Club Atlético Peñarol    | 10  | 6 | 4 | 2 | 0 | 10 | 1  | +9   |  | Club Atlético Peñarol      |     | 1-1 | 1-0 | 4-0 |
| 2    | Club Sporting Cristal    | 8   | 6 | 2 | 4 | 0 | 7  | 3  | +4   |  | Club Sporting Cristal      | 0-0 |     | 1-1 | 2-0 |
| 3    | Club Sport Emelec        | 3   | 6 | 1 | 1 | 4 | 3  | 7  | -4   |  | Club Sport Emelec          | 0-1 | 0-2 |     | 2-0 |
| 4    | Club Deportivo Portugués | 3   | 6 | 1 | 1 | 4 | 3  | 12 | -9   |  | Club Deportivo Portugués   | 0-3 | 1-1 | 2-0 |     |

| Rang | Équipe                  | Pts | J | G | N | P | Bp | Bc | Diff |  | Résultats (▼ dom., ► ext.) | Pal | Gua | UCa |
| ---- | ----------------------- | --- | - | - | - | - | -- | -- | ---- |  | -------------------------- | --- | --- | --- |
| 1    | SE Palmeiras            | 6   | 4 | 3 | 0 | 1 | 7  | 4  | +3   |  | SE Palmeiras               |     | 2-1 | 4-1 |
| 2    | Club Guaraní            | 4   | 4 | 2 | 0 | 2 | 7  | 7  | 0    |  | Club Guaraní               | 2-0 |     | 3-1 |
| 3    | CD Universidad Católica | 2   | 4 | 1 | 0 | 3 | 6  | 9  | -3   |  | CD Universidad Católica    | 0-1 | 4-1 |     |

### Demi-finales
| Équipe 1                      | Résultat | Équipe 2                   | Aller | Retour | Appui |
| ----------------------------- | -------- | -------------------------- | ----- | ------ | ----- |
| Estudiantes de La Plata       | 3 - 2    | Racing Club de AvellanedaT | 3 - 0 | 0 - 2  | 0 - 0 |
| Sociedade Esportiva Palmeiras | 3 - 1    | Club Atlético Peñarol      | 1 - 0 | 2 - 1  | -     |

### Finale
| 2 mai 1968 | Estudiantes de La Plata | 2 – 1 | Sociedade Esportiva Palmeiras | Estadio Jorge Luis Hirschi, La Plata            |                                                 |
|            | Verón 83e · Bocha 87e   |       | Servilio 30e                  | Spectateurs : 35 000 Arbitrage : Esteban Marino | Spectateurs : 35 000 Arbitrage : Esteban Marino |

| 7 mai 1968 | Sociedade Esportiva Palmeiras    | 3 – 1 | Estudiantes de La Plata | Stade du Pacaembu, São Paulo                     |                                                  |
|            | Tupãzinho 10e, 68e · Rinaldo 54e |       | Verón 72e               | Spectateurs : 40 000 Arbitrage : Domingo Massaro | Spectateurs : 40 000 Arbitrage : Domingo Massaro |

| 16 mai 1968 | Sociedade Esportiva Palmeiras | 0 – 2 | Estudiantes de La Plata | Stade Centenario, Montevideo                  |                                               |
|             |                               |       | Ribaudo 13e · Verón 82e | Spectateurs : 55 000 Arbitrage : César Orosco | Spectateurs : 55 000 Arbitrage : César Orosco |

| Vainqueur de la Copa Libertadores 1968 |
| -------------------------------------- |
| Estudiantes de La Plata Premier titre  |